# Terminalia myriocarpa
Terminalia myriocarpa es una especie de árbol perteneciente a la familia Combretaceae que es originaria del Sudeste de Asia.

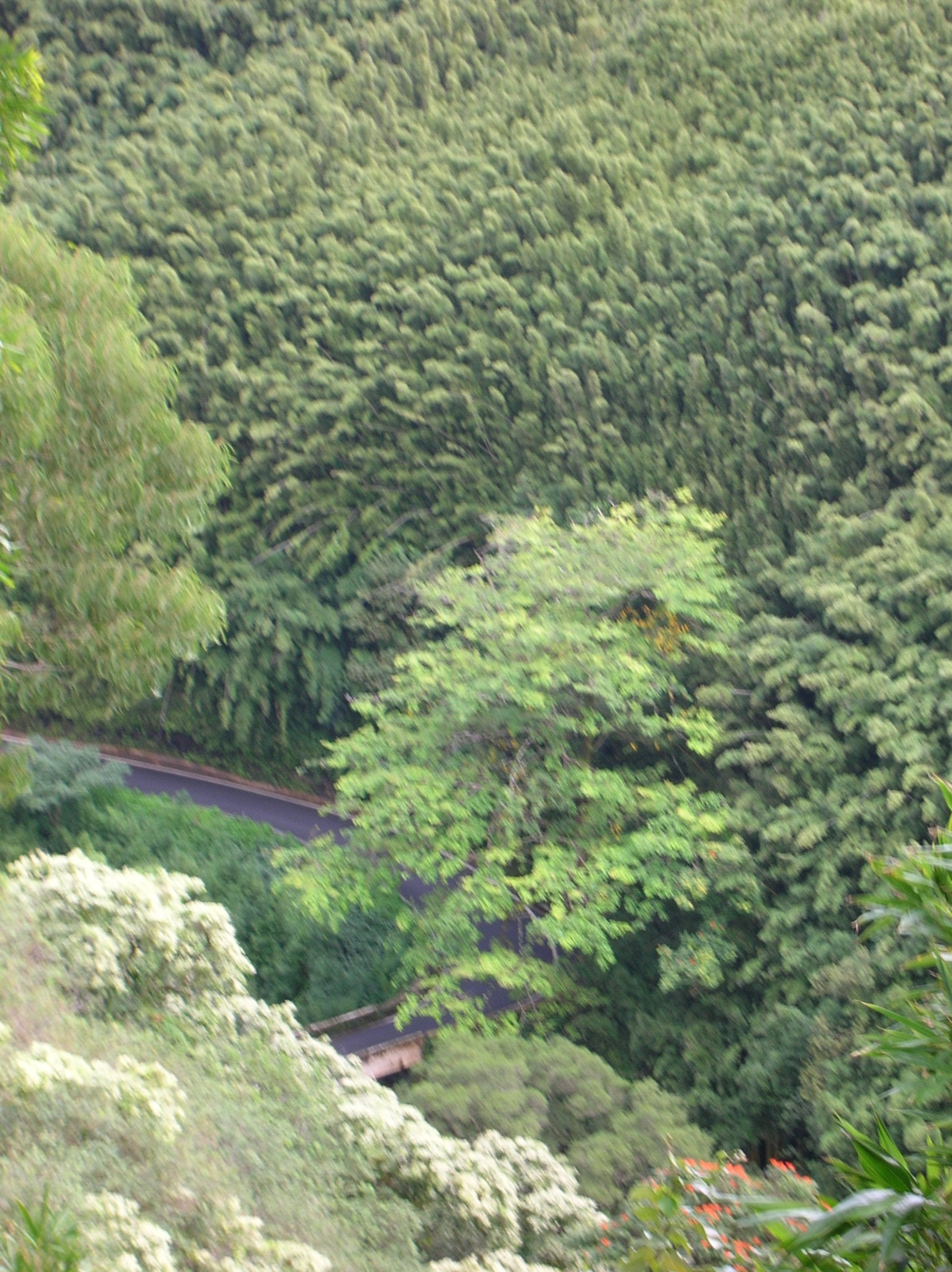
Vista de la planta en su hábitat.

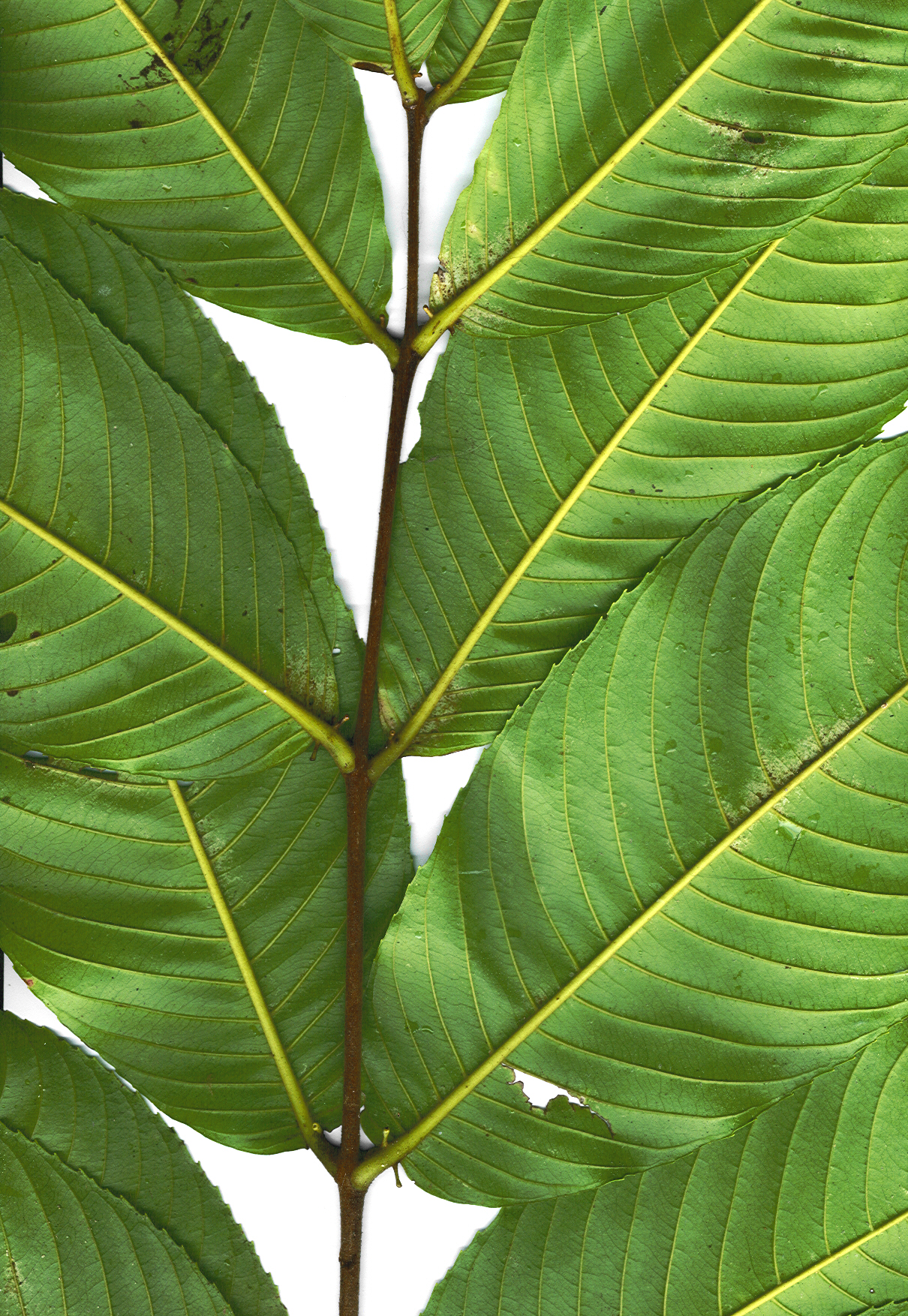
Hojas.

## Descripción
Terminalia myriocarpa es un árbol perenne que puede alcanzar hasta 35 metros de altura con un grueso fuste de hasta 2,8 metros de diámetro con raíces tabulares a modo de contrafuertes. Posee hojas opuestas con peciolo de hasta 1,5 cm, hirsutas en su cara abaxial y glabras en la adaxial. La lámina tiene forma oblongoelíptica a oblongolanceolada y hasta 30 cm de longitud y 15 de anchura, con el margen ondulado. Las ramificaciones tienen sección cilíndrica y presentan entre agosto y septiembre (en su área de distribución original) en posición terminal o axilar inflorescencias tipo panícula de hasta 50 cm de longitud. Las flores son amarillas y forman, entre octubre y enero, un fruto oblongo glabro o ligeramente pubescente de hasta 0,6 cm de longitud y 1,2 de longitud. Posee dos prologaciones membranosas a modo de alas y una tercera muy rudimentaria entre ambas.

## Ecología
Las larvas de la polilla Acrocercops terminaliae se alimentan de T. myriocarpa.

## Química
Los compuestos fenólicos methyl (S)-flavogallonate, ácido gálico, methyl gallate, ethyl gallate, 2,3-di-O-[(S)-4,5,6,4′,5′,6′-hexahydroxybiphenyl-2,2′-diyldicarbonyl]-(α/β)-D-glucopyranose, vitexina, isovitexina, orientina, iso-orientina, kaempferol 3-O-β-D-rutinoside, rutina, neosaponarina, Ácido elágico, flavogallonic acid y (α/β)-punicalagin pueden ser aislados de las hojas de T. myriocarpa.

## Taxonomía
Terminalia myriocarpa fue descrita por Henri Ferdinand Van Heurck y Johannes Müller Argoviensis y publicado en Observationes Botanicae 215 en 1871.
Etimología
Terminalia: nombre genérico que deriva su nombre del latín terminus, debido a que sus hojas están muy al final de las ramas.
myriocarpa: epíteto latino que significa "con muchos frutos".	
Sinónimos
- Myrobalanus myriocarpa (Van Heurck & Müll. Arg.) Kuntze
- Terminalia myriocarpa var. myriocarpa[7]